# Jakub Weigel
Kuba „Qbek” Weigel (ur. 22 maja 1971 r. w Łodzi) – polski wokalista i gitarzysta rockowy, kompozytor i autor tekstów, wokalista grup KAT i Harlem, lider zespołu Qbek. Ze swoim zespołem zagrał ponad 500 koncertów w kraju (m.in. Upojne Lato z EB, SeatTour, Inwazja Mocy, Lato z Radiem, Przystanek Woodstock, Przystanek Olecko) oraz za granicą (Niemcy, Litwa, Holandia).

## Współpraca
W latach 1992–1996 Qbek współpracował z bełchatowską hardrockową grupą Mobilizacja, z którą w 1995 r. wydał album Gra i tupie (Dum-Dum Records). Z grupą tą zagrał wiele koncertów w Polsce i za granicą (trasy w Niemczech i na Białorusi) oraz zdobył nagrody na wielu festiwalach (m.in. Jarocin, Węgorzewo, Marlboro Rock In).
Od roku 2000 Kuba Weigel współpracuje z blues-rockową grupą Mr Slide Band, którą stworzyli gitarzyści Andrzej Wodziński (Easy Rider) i Witold Jąkalski (Nocna Zmiana Bluesa). Efektem tej współpracy była płyta Mr Slide Live at SBN wydana w 2001 roku Płyta została pozytywnie oceniona przez fanów i krytyków czego efektem były wysokie lokaty w plebiscycie Blues Top czasopisma Twój Blues.
W latach 2002–2006 Qbek współpracował także, jako wokalista, z Leszek Cichoński Guitar Workshop. Z grupą tą wystąpił na wielu prestiżowych festiwalach, u boku takich artystów, jak Maciej Balcar, Jerzy Styczyński, Jacek Krzaklewski, Marek Raduli, Mieczysław Jurecki, Marek Kapłon, Janusz Niekrasz, Aleksander Mrożek czy Krzysztof Misiak.
Kuba Weigel współpracował także z Oddziałem Zamkniętym, K.A.S.Ą. oraz łódzkimi formacjami Bandaż Elastyczny i Gasoline.
Wiosną 2010 roku Qbek został zaproszony do współpracy przez grupę Harlem i został jej wokalistą. 26 maja 2010 roku miał premierę nowy singiel grupy z jego udziałem Mamo, nasza mamo. W 2011 roku Harlem wziął udział w akcji pt. „Mazury Cud Natury” będącej częścią światowego konkursu „New 7 Wonders” promującego najpiękniejsze regiony Ziemi. Piosenka Mazurski Cud nagrana została wspólnie z artystami jak: Ryszard Rynkowski, Janusz Panasewicz, Krzysztof Daukszewicz, Norbi, Łozo, Peter (Vader), Drak (Hunter), Chór Pro Forma i in. 
Od 2018 roku wokalista zespołu KAT, zastąpił Henry'ego Becka.

## Dyskografia

### Albumy
- Mobilizacja – Gra i tupie CD, MC (DUM DUM Records 1995)
- Mr. Slide Band – Live CD, BOX (OKO 2001)
- Samokhin Band – Pierestrojka CD (Radio Łódź 2013) – gościnnie 2 utwory
- Harlem – Przebudzenie CD (Parlophone Music Poland 2013)
- Harlem – Złota kolekcja: Przeznaczenie / Droga 2CD (Pomaton 2013 – kompilacja)
- Harlem – Nieznany świt  (Agencja Muzyczna Polskiego Radia 2022)
- KAT – Without Looking Back (Pure Steel Records 2019)
- KAT - Last Convoy ((Pure Steel Records 2020)

### Single
- Harlem – Mamo, nasza mamo (2010)
- Harlem – Mazurski Cud (2011)
- Harlem – Oddychaj (EMI/Parlophone Music Poland 2013)
- Harlem – Nie zapomnij mnie (Warner Music Poland 2014)
- KAT – Flying Fire  (Pure Steel Records 2018)